# Uncial 060
Uncial 060 (numeração de Gregory-Aland), ε 13 (von Soden), é um manuscrito uncial grego do Novo Testamento. A paleografia data o codex para o século 6.

## Descoberta
Codex contém o texto do Evangelho segundo João (14,14-17.19-21.23-24.26-28), em 1 folha de pergaminho (14 x 12 cm). O texto está escrito com duas colunas por página, contendo 24 linhas cada.
O texto grego desse códice é um representante do misturou o texto. Aland colocou-o na Categoria III.
Actualmente acha-se no Staatliche Museen zu Berlin (P. 5877) in Berlin.

## Literatura
- A. H. Salonius, "Die griechischen Handschriftenfragmente des Neuen Testaments in den Staatlichen Museen zu Berlin", ZNW 26 (1927), pp. 102-104.